# San Pedro de la Nave-Almendra
San Pedro de la Nave-Almendra község Spanyolországban,  Zamora tartományban. San Pedro de la Nave-Almendra Zamora, Carbajales de Alba és Muelas del Pan községekkel határos. Lakosainak száma 322 fő (2024).

## Népesség
A település népessége az utóbbi években az alábbiak szerint változott:
| Lakosok száma | 517  | 477  | 450  | 420  | 383  | 388  | 351  | 347  | 336  | 322  |
|               | 2001 | 2004 | 2007 | 2009 | 2012 | 2014 | 2017 | 2019 | 2022 | 2024 |